# Idealipsticks
 (juillet 2018).
Idealipsticks est un groupe de rock espagnol, originaire de Guadalajara. Il est formé par Eva et Jave Ryjlen, paroliers de toutes leurs chansons en anglais, et s'inspire de Lou Reed et John Cale.

## Biographie
Après avoir quitté le projet Suitcase, Ryjlen (née Eva Sigüenza) et Javier García s'installent à Londres pour continuer à composer inspirés par la musique britannique. En 2008, ils enregistrent une démo qui sera choisie par les auditeurs du programme Disco Grande de Radio 3 comme l'une des meilleures de l'année. L'année suivante, ils publient leur premier album, Radio Days.
En plus de concerts continus dans divers théâtres et de la tournée e soutien à leurs albums, ils jouent plusieurs fois à l'émission Los concerts de Radio 3,,,, et apparaissent dans de nombreux festivals nationaux comme le Sonorama Ribera.

## Discographie

### Albums studio
- 2009 : Radio Days
- 2010 : Sins and Songs
- 2013 : Humanimal
- 2015 : Surreal as Reality

### EP
- 2014 : No one's Coming to Save You (édition limitée vinyle 7").

### Clips
- The King has Died (2009)
- Legs (2009)
- I Can't Deny It (2010)
- Losers&Lovers (2010)
- Dance (2011)
- From the Pavement (2013)
- Very Very (2013)